# مستشفى جنوب لندن للنساء والأطفال
كان مستشفى جنوب لندن للنساء والأطفال مستشفىً عامًا لمعالجة النساء والأطفال في منطقة كلافم كومن [الإنجليزية] في لندن في المملكة المتحدة، وكان يعرف أيضًا باسم مستشفى جنوب لندن للنساء ومستشفى النساء جنوب لندن، وأسسته إليانور ديفيس-كولي [الإنجليزية] ومود تشادبرن [الإنجليزية] في عام 1912، وكان يوظف النساء فقط على الدوام حتى أُغلق عام 1984.

## تأسيسه
كانت إليانور ديفيس-كولي ومود تشادبرن جراحتين في المستشفى الجديد للنساء [الإنجليزية] (الذي سمي لاحقًا بمستشفى إليزابيث غاريت اندرسون [الإنجليزية]، ويسمى الآن مستشفى إليزابيث غاريت اندرسون للولادة [الإنجليزية]) وبدأتا بجمع المال في 1911 لفتح مستشفى عام جديد جنوب لندن للنساء والأطفال بهدف توظيف طاقم نسائي طبي كامل، وكان المستشفى الجديد (وهو أول مستشفى يدار بهذه الطريقة) غير قادر على تلبية الطلب المتزايد على خدماته وتُركت العديد من النساء دون علاج، وفي ذلك الوقت كانت المستشفيات المشابهة له تعمل على تحقيق الغرض المزدوج في تحسين الرعاية الطبية للنساء وتعزيز الآفاق الوظيفية للكوادر النسائية، وذلك بسبب رفض العديد من المستشفيات توظيف النساء، ومنذ تأسيس المستشفى الجديد في 1872 تطورت فكرة الحاجة لتأسيس مستشفى نسائي وذلك لحماية العفة الأنثوية وتوفير خيارات علاجية للنساء، لعكس تطور الحركة النسوية في تلك الفترة.